# Aglaia cuspidata
Aglaia cuspidata är en tvåhjärtbladig växtart som beskrevs av C. Dc.. Aglaia cuspidata ingår i släktet Aglaia och familjen Meliaceae. Inga underarter finns listade i Catalogue of Life.